# Трусовское ущелье

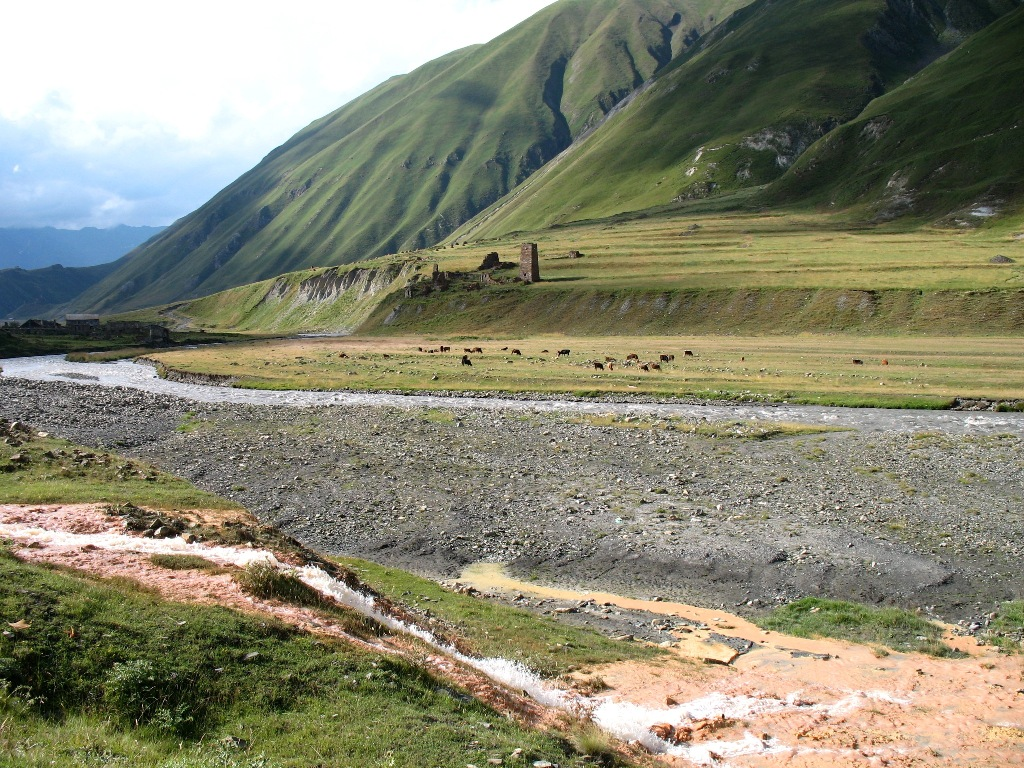
Трусовское ущелье

Трусовское ущелье (также ущелье Трусо, Турсовское ущелье; груз. თრუსოს ხეობა, осет. Тырсыгом) — ущелье на северо-востоке Грузии и в России. Бо́льшая часть ущелья административно принадлежит Казбегскому муниципалитету края Мцхета-Мтианети. Небольшой скальный участок у ледника Савитиси принадлежит республике Северная Осетия — Алания, входящей в состав Российской Федерации.
Расположено на северном склоне Кавказа. Из-за богатства минеральными источниками часто называют «Долиной нарзанов».

## География
На северо-западе ограничено перемычкой между горой Вацигпарс и горой Сивераут, за которой располагается Россия (Северная Осетия), на западе — Кавказским хребтом (Кельским вулканическим нагорьем), за которым находится Южная Осетия, на юго-востоке — Военно-Грузинской дорогой, на северо-востоке — горой Казбек.
Отделяет Хохский хребет, лежащий к северу, от Главного Кавказского хребта.
На юге граничит с Кобской котловиной (селение Коб, Ухат и Базилан).
Перевалом Трусо соединяется с Закинским ущельем.
В ущелье, из ледников Казбека, берёт начало река Терек.
В долине находятся более 60 крупных источников минеральных вод, некоторые из которых дают дебит свыше 1 миллиона литров в сутки.

## Население
По переписи 1989 года в ущелье проживали в основном осетины. Ущелье является родиной для 65 осетинских фамильных родов. В селении Четойта была найдена надпись на надгробном памятнике на осетинском языке, сделанная сирийско-несторианским письмом, которая датируется 1326 годом.

По словам посла России в Южной Осетии Эльбруса Каргиева, жители ущелья неоднократно жаловались Москве на притеснения со стороны грузинских властей.
Это печальная тема, мы получаем многократные обращения жителей Казбегского района Грузии, это Трусовское ущелье, к президенту России, к нашей законодательной палате, чтобы подобно Южной Осетии решили вопрос Казбегского района — Эльбрус Каргиев
Сейчас в международно-правовом смысле взять и принять решение о присоединении «приглядевшегося», это именно так будет расцениваться, нам района было бы невозможным. Поэтому никто из нас не может дать такого обещания, что вопрос будет каким-то образом решён. Существует международное право, и мы не можем через него перешагнуть — подчеркнул посол.

### Тырсыгомское общество
Тырсыгомское общество — одно из обществ центральной Осетии, включает в себя все населённые пункты Трусовского ущелья и селения Кобской котловины (Коби и Ухати).

### Населённые пункты ущелья

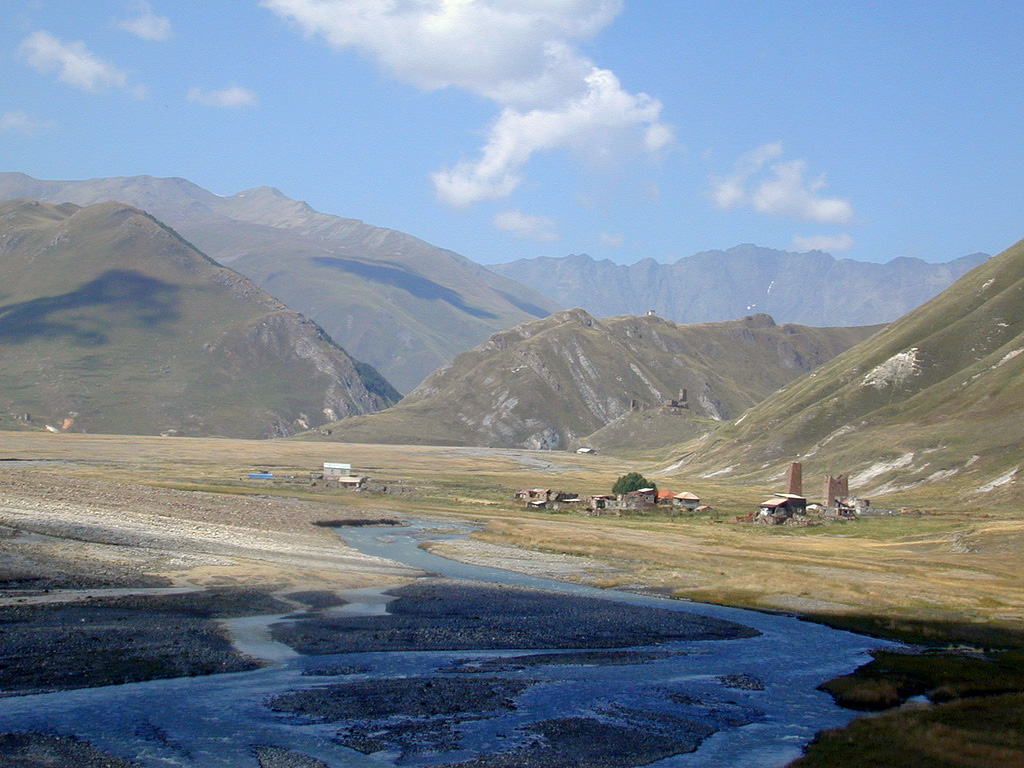
Деревня Абано в Трусовском ущелье

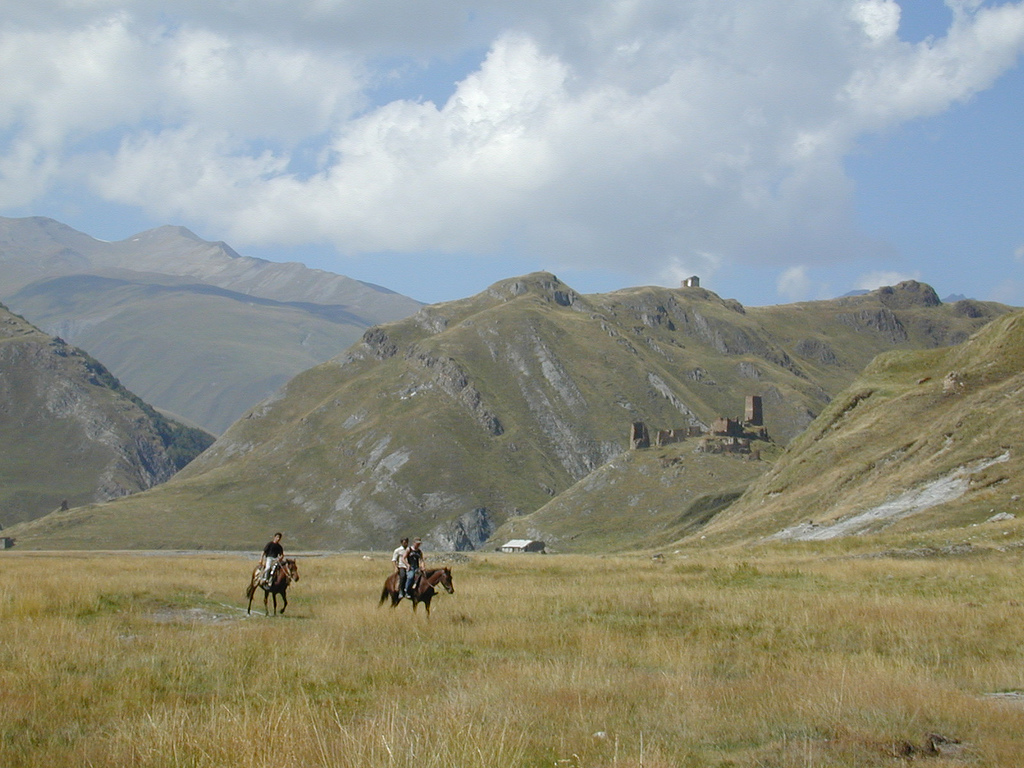
Селение Четойта (Закагори)

| Название       | Осетинский вариант названия | Население на 1987 г. (чел.) | Население на 2002 г. (чел.) | Население на 2014 г. (чел.)    |
| -------------- | --------------------------- | --------------------------- | --------------------------- | ------------------------------ |
| Абано          | Абана                       | 60                          | 0                           | 3 (грузины — 3)                |
| Алмасиани      | Базилан                     | 90                          | 13 (11 осетин, 85 %)        | 22 (грузины — 19; осетины — 3) |
| Бурмасыг       | Бурмасыг                    | 10                          | 0                           | 0                              |
| Гимара         | Джимара                     | 70                          | 0                           | 0                              |
| Деси           | Дес                         | 40                          | 0                           | 0                              |
| Закагори       | Четойта                     | 0                           | 0                           | 0                              |
| Земо Окрокана  | Верхняя Окрокана            | 80                          | 0                           | 0                              |
| Каратикау      | Каратикау                   | 10                          | 0                           | 0                              |
| Квемо Окрокана | Нижняя Окрокана             | 40                          | 0                           | 1 (осетины — 1)                |
| Кетриси        | Четырс                      | 90                          | 0                           | 0                              |
| Коби           | Коб                         | 50                          | 25 (осетины — 100 %)        | 3 (грузины — 2; осетины — 1)   |
| Мна            | Мна                         | 20                          | 0                           | 0                              |
| Ногкау         | Ногкау                      | 90                          | 0                           | 0                              |
| Реси           | Рес                         | 40                          | 0                           | 0                              |
| Суатиси        | Суатис                      | 60                          | 0                           | 0                              |
| Тепи           | Теп                         | 50                          | 0                           | 0                              |
| Ухати          | Ухат                        | 90                          | 9 (осетины — 100 %)         | 0                              |
| Цоцолта        | Цоцолта                     | 20                          | 0                           | 0                              |
| Шевардени      | Суарден                     | 30                          | 0                           | 0                              |

## Статус ущелья
- На карте 1871 года Трусовское ущелье показано в пределах Душетского уезда Тифлисской губернии Российской империи[13].
- В атласе СССР 1928 года ущелье изображено на территории Закавказской Социалистической Федеративной Советской Республики СССР[14]
- В атласе СССР 1939 года и на карте Грузинской ССР 1983 года Трусовское ущелье находится в пределах территории Грузинской ССР[15][16].
- В 2009 году президент Южной Осетии Эдуард Кокойты заявил, что считает Трусовское ущелье осетинской землёй и территорией Северной Осетии:[4]Это исконно осетинская земля, которая по непонятным причинам в советское время как-то перешла под административное управление Грузинской ССР.Эти уникальные места, где родились многие выдающиеся представители нашего народа, почему-то отходят Грузии. В принципе, это территория Северной Осетии, но, учитывая, что Ленингорский район полностью контролируется нами, мы будем ставить эти вопросы, потому что это наши земли.

- 3 августа 2009 года замминистра иностранных дел Грузии Александр Налбандов сообщил на брифинге, что МИД Грузии не собирается всерьёз обсуждать данный вопрос и дополнил:

В Цхинвали этот вопрос пока обсуждают чисто теоретически. И за этим теоретическим обсуждением не последует никакого практического осуществления, и они (власти Южной Осетии) хорошо осознают это.
осетинская сторона требование о возвращении ущелья использует для психологического влияния на грузинскую сторону.

## Топографические карты
- Лист карты K-38-41 Мизур. Масштаб: 1 : 100 000. Состояние местности на 1984 год. Издание 1988 г.
- Лист карты K-38-53 пер. Крестовый. Масштаб: 1 : 100 000. Состояние местности на 1987 год. Издание 1989 г.
- Лист карты K-38-54 Казбеги. Масштаб: 1 : 100 000. Состояние местности на 1987 год. Издание 1989 г.

- Лист карты K-38-41-В. Масштаб: 1 : 50 000. Указать дату выпуска/состояния местности.
- Лист карты K-38-41-Г. Масштаб: 1 : 50 000. Указать дату выпуска/состояния местности.
- Лист карты K-38-42-В. Масштаб: 1 : 50 000. Указать дату выпуска/состояния местности.
- Лист карты K-38-53-А. Масштаб: 1 : 50 000. Указать дату выпуска/состояния местности.
- Лист карты K-38-53-Б. Масштаб: 1 : 50 000. Указать дату выпуска/состояния местности.
- Лист карты K-38-54-А. Масштаб: 1 : 50 000. Указать дату выпуска/состояния местности.